# 2013年1月臺灣
| << | 2013年1月 （民國102年） | >> |    |    |    |    |
| \| 日 \| 一 \| 二 \| 三 \| 四 \| 五 \| 六 \| \| \| \| 1 \| 2 \| 3 \| 4 \| 5 \| \| 6 \| 7 \| 8 \| 9 \| 10 \| 11 \| 12 \| \| 13 \| 14 \| 15 \| 16 \| 17 \| 18 \| 19 \| \| 20 \| 21 \| 22 \| 23 \| 24 \| 25 \| 26 \| \| 27 \| 28 \| 29 \| 30 \| 31 \| \| \| \| \| \| \| \| \| \| \| |                         |    |    |    |    |    |
| 臺灣新聞動態／維基新聞 |                         |    |    |    |    |    |
| 世界／中国大陆／臺灣 |                         |    |    |    |    |    |
| 日 | 一                      | 二 | 三 | 四 | 五 | 六 |
| |                         | 1  | 2  | 3  | 4  | 5  |
| 6 | 7                       | 8  | 9  | 10 | 11 | 12 |
| 13 | 14                      | 15 | 16 | 17 | 18 | 19 |
| 20 | 21                      | 22 | 23 | 24 | 25 | 26 |
| 27 | 28                      | 29 | 30 | 31 |    |    |
| |                         |    |    |    |    |    |

## 1月1日
- 總統馬英九在總統府大禮堂主持中華民國102年開國紀念典禮暨元旦團拜，並以「奮起行動，扭轉未來」為題發表元旦祝詞。[1]
- 102年元旦起有許多重要的新制上路，包括薪資所得扣繳稅額表的起扣標準及對中華民國境內居住者的認定放寬、專利法上路、102年及103年個人證券交易所得稅採雙軌制等內容。[2]
- 102年元旦起，不少攸關勞工權益新制上路：基本工資時薪調高至新台幣109元；勞保費率漲至9%；保母技能檢定報考資格也放寬。[3]
- 102年元旦交通新措施：自1月1日起，若行車時使用智慧型手機或電腦等，屬違規行為，分別處汽、機車駕駛人新台幣3,000元及1,000元罰鍰；酒測值標準提高，變成超過0.15毫克就依法開罰。[4]
- 臺灣鐵路管理局追分車站今天開賣「愛你一生一世」紀念套票，限量3,000套，開賣兩小時就全賣光。[5]
- 新北市政府今天起與超商合作，提供弱勢學生止飢緊急餐協助，讓超商不只是超商，還主動挖掘受飢、中輟學生燃眉之急。[6]

## 1月2日
- 美國有線電視新聞網（CNN）報導列出52件新鮮事，臺灣平溪放天燈列名其中。[7]
- 今天是2013年台北股市首日交易，也是開徵證所稅第一個交易日，台股上漲79點，漲幅1.04%，以7,779點收盤；新台幣兌美元匯率，以29.090元兌1美元作收，升值4.6分。[8]

## 1月3日
- 行政院今日通過桃園縣升格直轄市案。[9]

## 1月4日
- 立法院今天三讀修正通過《公務人員任用法》部分條文，明訂公務員雙重國籍遭免職者在職期間俸給應予追還。[10]

## 1月10日
- 第85屆奧斯卡金像獎公布提名名單，台灣導演李安新作《少年PI的奇幻漂流》共入圍了最佳導演、最佳影片、原創音樂，改編劇本等11個獎項的提名。[11]
- 最高法院今天針對吳敏誠殺人判死刑案件開庭辯論及審理，將全案撤銷、發回更審，是最高法院針對應否判死刑開庭「量刑辯論」的司法首例。最高法院指出，死刑案件應將《中華民國刑法》第57條各項事由逐一檢視、審酌，以求謹慎。[12]
- 雲林縣縣長蘇治芬被控收賄案，最高法院駁回檢方上訴，全案無罪定讞。[13]

## 1月12日
- 彰化縣長卓伯源胞弟卓伯仲涉入彰化縣政府多項採購弊案，今天凌晨遭檢方聲押；彰化地方法院下午裁定卓伯仲羈押禁見。[14]

## 1月13日
- 民主進步黨發起的113人民火大一路嗆馬大遊行下午登場，以「換內閣、反媒體壟斷、召開國是會議」為主要訴求。[15]

## 1月14日
- 第70屆金球獎，台灣導演李安的《少年PI的奇幻漂流》入圍3項，勇奪最佳配樂獎，惜與最佳影片和最佳導演獎擦身而過。[16]
- 一名偷渡來台違法打工的越南男子被抓，他本來在中國合法打工，因為聽信朋友錯誤資訊，偷渡來台違法打工，月薪由在中國的900美元降為22,000台幣（約為730~740美元），該男子非常後悔；這也證明臺灣的薪資已經低到連爭外勞都會輸。[17]

## 1月15日
- 台灣高鐵增設的雲林站今天動工，預定2015年7月通車啟用；全長345公里的台灣高鐵，將由目前的8個車站增加為9站。[18]
- 立法院第8屆第2會期今天休會，三讀修正通過民國102年度中央政府總預算案，刪減比例約1.9％，創近6年新高。第2會期共完成93項議案，包含69案法律案、2案預算案、2案人事同意權案及其他議案20案。[19]

## 1月17日
- 新竹縣五名現任議員林保光、林光榮、趙一先、劉良彬、鄭美琴，及立委呂學樟辦公室主任徐如松被控以議員補助款為25間國中小採購圖書涉及舞弊，與廠商勾結索取鉅額回扣，不法獲利達千餘萬元，檢調以貪污罪被告身分約談五位議員，同時約談五所國中小校長，鳳岡國小李玟燕、竹北國中張竹秀、二重國小黃國寶、關西國小朱勝泉及五峰國中徐華助、九名學校教職員、三名業者、三名掮客及證人，合計三十人到案調查。[20][21]

## 1月20日
- 行政院衛生署中央健康保險局表示，家庭醫師整合性照護計畫自民國92年3月10日起開始實施試辦計畫，隨二代健保將「全民健康保險家庭醫師整合性照護計畫」及「診所以病人為中心整合照護計畫」合併為一，社區內診所與合作醫院將組成醫療網，希望養成民眾就近診所就醫習慣。[22]

## 1月21日
- 經濟部公布101年12月外銷訂單金額393.9億美元，年增率8.5%，連續4個月正成長，全年外銷訂單4410.1億美元，創下歷史新高。[23]

## 1月22日
- 主計總處公布的最新數字顯示，去(2012)年1-11月平均薪資4萬5721元，較前(2011)年同期下滑0.06%，再加上物價上漲，實質平均薪資減少1.98%，實質經常性薪資也減少了0.59%。[24]
- 歐洲商會與歐洲招聘公司米高蒲志（Michael Page）發布二○一三年台灣薪酬與就業展望指出，臺灣薪資過低、工時過長，造成人才外流。[25]

## 1月24日
- 保釣船「全家福號」今天前往釣魚台，海巡署出動4艦護漁。台日艦艇對峙一小時後，大陸3艘海監船出現在海巡署和星艦後方0.3浬，日本公務船在周圍海域。隨後全家福號開始返航。[26]
- 2010年五都選舉，涉嫌近距離槍擊連勝文、造成連勝文受傷及一名民眾死亡的嫌犯林正偉，被最高法院判決其無期徒刑確定。[27]

## 1月25日
- 藝人戎祥今天凌晨突然感到不適昏倒，因心肌梗塞導致休克，到院時已無呼吸心跳，急救無效，送醫不治猝逝，享年44歲。[28]
- 今天出版的「Science」期刊，公佈(含台灣清大在內)國際研究團隊之成果發表，其經由緲子氫原子的躍遷（transition），再次量到質子大小為0.84087（正負差0.00039）飛米，與2010年數據相符（目前質子的公認值為0.8768飛米），此成果比當年發表的紀錄更精確達1.7倍。[29]

## 1月26日
- 國民黨籍候選人顏寬在台中立委補選中，以49.95%得票率險勝獲得49.09%選票的民進黨籍候選人陳世凱。[30]